# Блакитне око (джерело, Албанія)

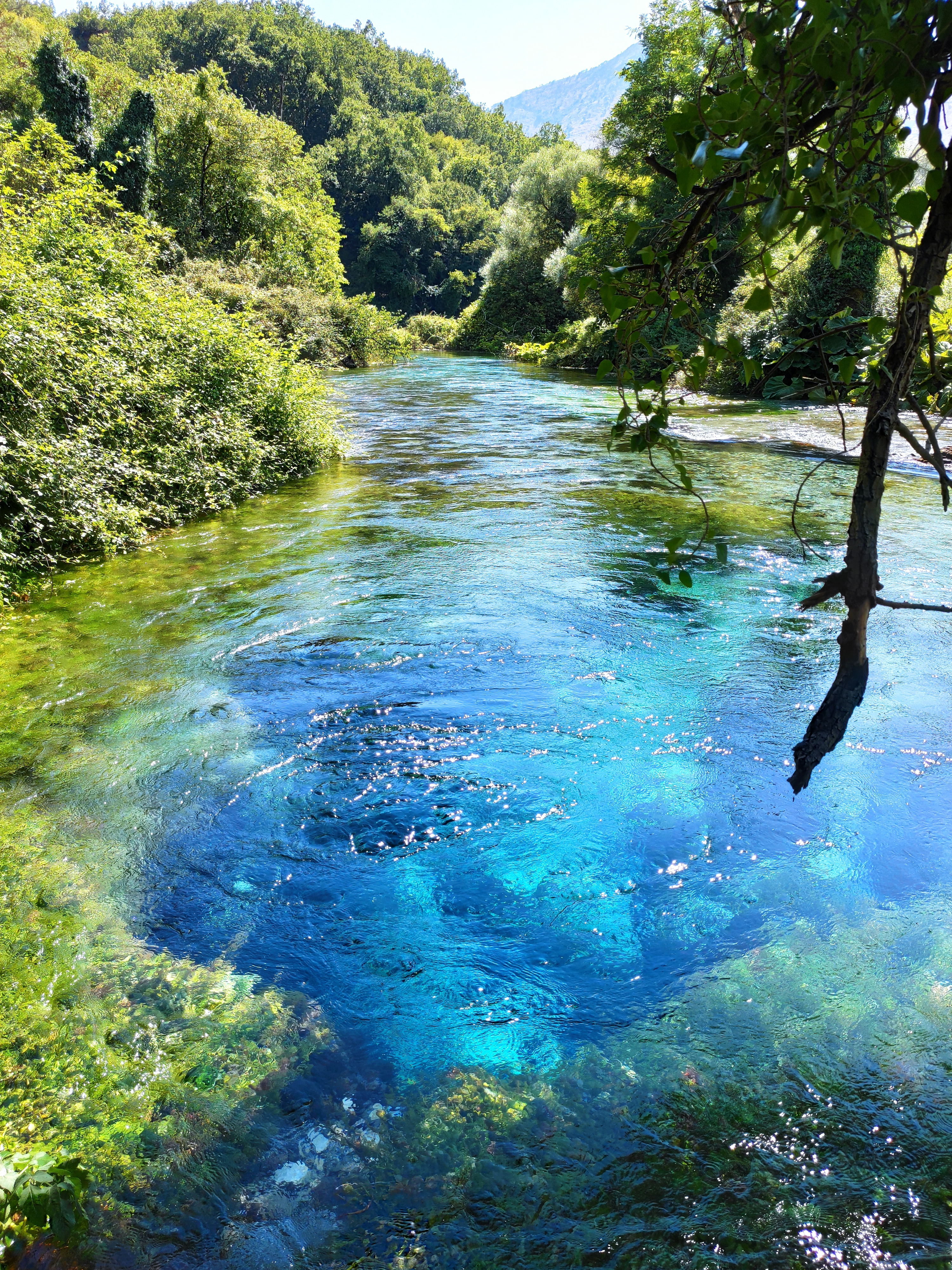

39°55′25″ пн. ш. 20°11′34″ сх. д. / 39.92361° пн. ш. 20.19278° сх. д.
Блакитне око (алб. Syri i Kaltër) — карстове джерело, рідкісний геологічний об'єкт на півдні Албанії в околицях міста Саранда (16 км на північний схід). Джерело живить річку Би́стриця і забезпечує роботу місцевої гідроелектростанції. Всього відомо вісімнадцять виходів води. Водойма має незвичайне забарвлення — у центрі джерела вода насиченого темно-синього кольору, а по краях яскраво-блакитного. Через відтінок води та круглу форму, природна пам'ятка отримала назву Syri i Kaltër, що в перекладі з албанської мови означає «Блакитне око».
Точна глибина водойми, яку утворюють джерела, залишається невідомою: водолази неодноразово намагалися дослідити «Блакитне око», проте їм вдалося опуститися лише на 45 метрів, оскільки вода з джерела б'є під великим тиском. Дослідники підрахували, що дебет складає до шести кубічних метрів за секунду, а туристи проводять власні експерименти: якщо кинути камінчик у центр джерела, то буквально через кілька секунд він з'явиться на поверхні водойми.
Незвично і те, що температура води в джерелі цілий рік залишається незмінною — близько +13 °C. Купатися у водоймі туристам не заборонено, проте зануритися наважуються лише найсміливіші — ноги досить швидко судомить від холоду.